# G0321 (China)
De G0321 of  Deshang Expressway is een autosnelweg in de Volksrepubliek China. De weg loopt van Dezhou naar Shangrao. De naam Deshang is een porte-manteau van de eindpunten Dezhou en Shangrao. 